# Shane Gallagher
Shane Gallagher est un guitariste du groupe de rock alternatif +44, du groupe goth-punk Mercy Killers, et anciennement du groupe The Nervous Return.

## Enfance
Shane Gallagher est né le 30 décembre 1973 à Jakarta, en Indonésie. Shane a des origines coréennes et européennes. Sa mère Chong Suk Gallagher, est née et a grandi à Séoul, en Corée du Sud, avant de déménager aux États-Unis avec son mari Michael Gallagher. Ils se sont rencontrés quand Michael était dans l'armée. Ils ont eu deux enfants, Heather et Shane Gallagher. Shane a passé sa jeunesse à Jakarta, avant le déménagement à Riverside puis à Los Angeles, pour poursuivre sa carrière musicale.

## Carrière musicale
En 2006, Gallagher quitta le groupe The Nervous Return pour rejoindre Mark Hoppus et Travis Barker (tous deux du groupe Blink-182) et le guitariste Craig Fairbaugh pour former +44. Il est venu en remplacement de Carol Heller en tant que guitariste solo et chœurs après avoir quitté le groupe pour fonder une famille. En 2007, il est officiellement devenu un membre du groupe The Mercy Killers et il est parti en tournée avec eux. Il est actuellement impliqué dans le projet acoustique intitulé A death to Stars avec Joseph O'Day.

## Vie privée
Pendant la pause de +44 pendant laquelle Mark et Travis se sont concentrés sur le nouvel album de Blink-182, Shane est retourné en Indonésie où il rencontra et tomba amoureux de Shuripickit Ni' Mannsfield III. Cela s'est rapidement suivi d'un mariage et de l'adoption de leur premier fils, William Joseph Mannsfield Gallagher. Après des ennuis avec la police locale, Shane et sa famille ont déménagé aux États-Unis. Début 2011, la famille Mannsfield-Gallagher acheta sa première maison à Las Vegas.